# New Light Through Old Windows
New Light Through Old Windows är ett samlingsalbum från 1988 av Chris Rea.

## Låtlista
1. "Let's Dance" - 4:14
2. "Working on It" - 4:24
3. "Ace of Hearts" - 4:52
4. "Josephine" - 4:33
5. "Candles" - 4:44
6. "On the Beach" - 6:51
7. "Fool (If You Think It's Over)" - 4:03
8. "I Can Hear Your Heartbeat" - 3:23
9. "Shamrock Diaries" - 4:12
10. "Stainsby Girls" - 4:06
11. "Windy Town" - 4:05
12. "Driving Home for Christmas" - 3:58
13. "Steel River" - 6:48